# Chud Rab Kaek
Chud Rab Kaek je album, které nahrál thajský zpěvák Thongchai McIntyre v roce 2002 spolu s Jinatarou Poonlarpovou, Meriou Bernattyovou a Katterynou Englishovou. Album vyšlo u vydavatelství GMM Grammy.

## Seznam skladeb
| Pořadí         | Název                          | Délka |
| -------------- | ------------------------------ | ----- |
| 1.             | Faen Ja                        |       |
| 2.             | Ma Thammai                     |       |
| 3.             | Roo Mai Wa Chan Kid Tueng      |       |
| 4.             | Chat Kon Malee Chart Nee Karon |       |
| 5.             | Yarng Raeng                    |       |
| 6.             | Kaew-Ta Kaew-To                |       |
| 7.             | Yark Pen Faen Ther             |       |
| 8.             | Tong Toad Daw                  |       |
| 9.             | Ten Ram Tham Krua              |       |
| 10.            | Ban Khong Rao                  |       |
| 11.            | Sawaddee Pee Mai               |       |
| Celková délka: | Celková délka:                 | 55:16 |